# Cyphothyris
Cyphothyris är ett släkte av fjärilar. Cyphothyris ingår i familjen fransmalar.
Kladogram enligt Catalogue of Life:
| Cyphothyris | \| \| Cyphothyris disphaerias \| \| \| \| \| \| Cyphothyris ophryodes \| \| \| \| \| \| Cyphothyris pyrrhophrys \| \| \| \| |
|             | \| \| Cyphothyris disphaerias \| \| \| \| \| \| Cyphothyris ophryodes \| \| \| \| \| \| Cyphothyris pyrrhophrys \| \| \| \| |
|             | Cyphothyris disphaerias |
|             | |
|             | Cyphothyris ophryodes |
|             | |
|             | Cyphothyris pyrrhophrys |
|             | |